# Basinkomst i Frankrike

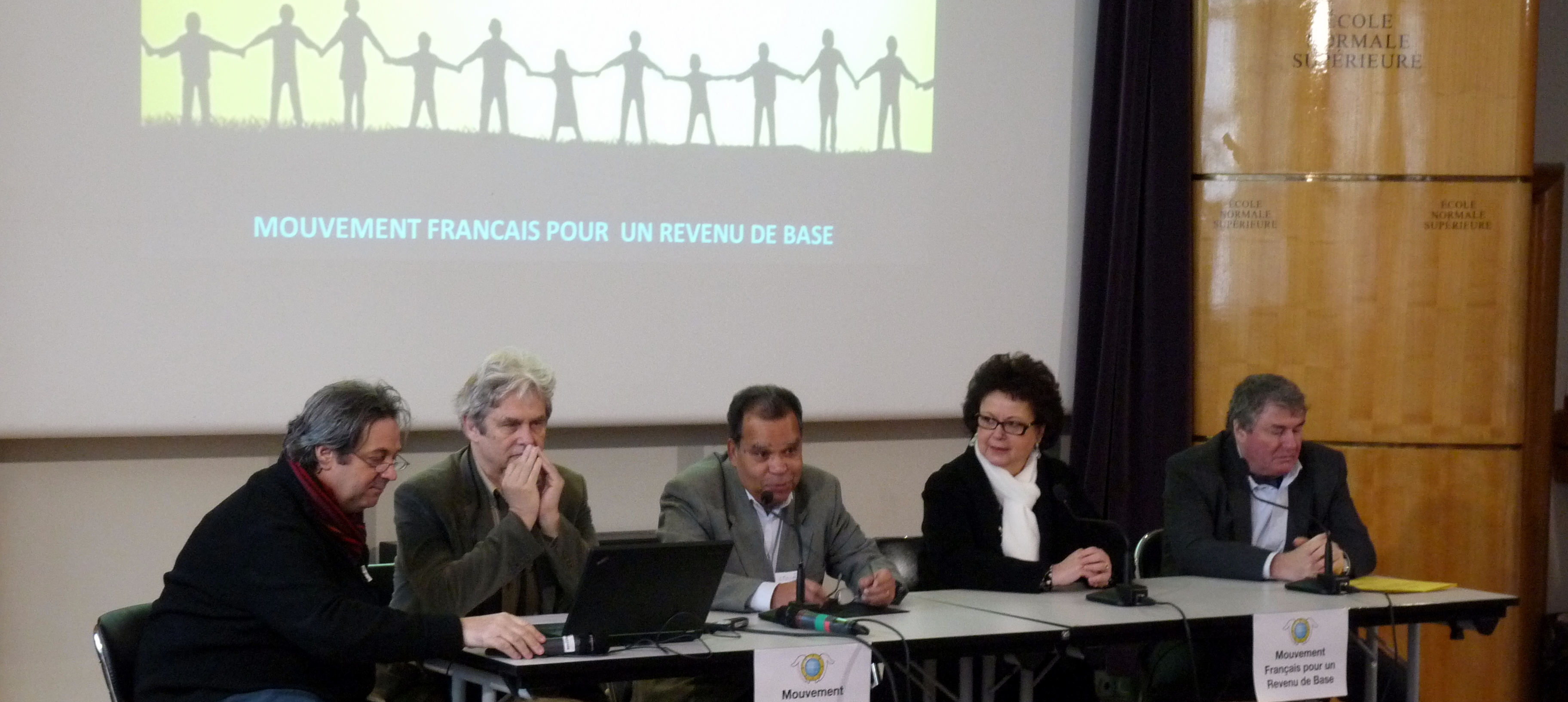
Frédéric Bosqué, Patrick Viveret, Yoland Bresson, Christine Boutin och Jean Desessard, styrelsen i Frankrikes basinkomstnätverk, i Paris 2-3 mars 2013.

Basinkomst (franska: revenue de base) har diskuterats i Frankrike sedan 1970-talet. Debatten har stärkts under 2000- och 2010-talet och ett flertal nya basinkomstgrupper har bildats. 2009 infördes RSA, ett försörjningsstöd enligt modellen Guaranteed minimum income. Framträdande förespråkare för basinkomst i Frankrike är bland andra Yoland Bresson och Stanislas Jourdan. I juli 2015 tog regionparlamentet i Bordeaux beslutet att inleda en process mot pilotförsök i Aquitaine. Sedan 2014 finns även en franskspråkig basinkomsttidning.

## Historik
Basinkomst har en historia som sträcker sig flera sekler tillbaks. Thomas Paine och hans Agrarian Justice (1796) brukar exempelvis ofta nämnas. Ur franskt perspektiv kan den "utopiske socialisten" Charles Fourier (1772-1837) framhållas, eftersom han också var inne på dessa tankar. Fram till och med 1970-talet var det dock ingen fransk rörelse att tala om. Enstaka akademiker, såsom ekonomen Yoland Bresson, hade dock då börjat visa tydligt intresse. Under 1980- och 1990-talet fick idéerna mer spridning, bland annat genom inspiration från filosofer som André Gorz och Jean-Marc Ferry. Det uppstod också en arbetslöshetsrörelse med viss koppling till basinkomströrelsen. Samhällskritiska akademiker bildade Revue MAUSS (franska: Mouvement Anti-Utilitariste dans les Sciences Sociales), vilka kritiserade överdriven ekonomism och utilaterism och förespråkade basinkomst istället för dagens välfärdssystem. 
I början av 2000-talet var det under några år mindre tryck i frågan, men under senare delen av 2000-talet och, framförallt, under 2010-talet, har intresset åter ökat. 2006 presenterade kristdemokraterna med Christine Boutine i spetsen ett lagförslag om basinkomst. Under 2010-talet har rörelsen bland annat lyckats starta en tidning och målet om pilotförsök har kommit närmare. 2012 införskaffade rörelsen en ny hemsida och ett 20-tal lokalföreningar startades också upp omkring det året. Genombrottet i "stormedia" kom 2013 då Le Monde Diplomatique ägnade stort utrymme åt idén i ett nummer. Bland partierna är De Gröna (Les Verts), Liberalt Alternativ och Piratpartiet de tydligaste förespråkarna.

## Pilotförsöket i Aquitaine

Den franska regionen Aquitaine, där det enligt planen skall påbörjas pilotförsök.

Den 6 juli 2015 röstade regionparlamentet i Bordeaux, Frankrike, igenom en motion om att inleda en process syftande till ett pilotprojekt med basinkomst i regionen. Debatten innan beslutet var häftig, men i själva omröstningen valde kritikerna att lägga ner sina röster. Motionens initiativtagare, Martine Alcorta, Frankrikes miljöparti, menar att pilotförsöken skulle kunna utgå från den modell som föreslagits av den franska basinkomströrelsen. Kärnan i denna modell är att det existerande behovsprövade inkomststödet (RSA) ersätts med en utbetalning utan arbetskrav, samt att skattesystemet görs om så att det gynnar deltidsarbete.

## Debatt och opinion

### Finansiering och nivå
Akademiker och andra debattörer har framlagt ett flertal finansieringsplaner. Basen är så gott som alltid de existerande bidragen och transfereringarna som antas kunna skrotas eller skäras ned kraftigt. Om man skulle ta bort allt sådant och dela ut alla pengar enligt principen lika till alla skulle det bli omkring 400 euro per (vuxen) person och månad. Enligt basinkomstaktivisten Stanislas Jourdan kan man i övrigt skilja på förslag som har skattereform som huvudkälla, förslag som har stor andel miljöskatter och finansiella skatter, samt förslag som har bankreform inkluderat. Finansieringen hänger tätt ihop med nivån. Följande är några av förslagen som dryftats. 
- Yann Moulier-Boutang har föreslagit att basinkomsten läggs nära minimilönen.
- Dominique de Villepin har föreslagit att basinkomsten läggs på 850 euro från 18 år. [4]
- Jacques Marseille har föreslagit 375 euro för barn 0-18 år och 750 euro från 18 år.
- Baptiste Mylondo har föreslagit 750 euro för vuxna och 230 euro för barn.[5]
- Christine Boutin har föreslagit 200 för barn 0-18 år och 400 euro från 18 år[6]
- Yoland Bresson har föreslagit 400-450 € för alla.

### Opinionsundersökningar
Enligt en opinionsundersökning från juni 2015 är omkring 60 procent av fransoserna positiva till basinkomst.

## Minimiinkomst vs Basinkomst
Frankrike har sedan 2009 ett försörjningsstöd av minimiinkomstmodell vars huvudsyfte är att minska trösklarna till arbete för bidragstagare. Systemet, Revenu de solidarité Active (RSA) ersätter tidigare försörjningsstöd Revenu minimum d'insertion och är också tänkt att ersätta fler bidrag efter hand. Problem med RSA, förutom att nivån inte är helt otillräcklig enligt kritikerna, är bland annat att det är förknippat med stigmatisering och att många inte vet om att de är berättigade och/eller inte ansöker av andra skäl. Basinkomst och negativ inkomstskatt är per definition system som inte kräver ansökningar, och därför också är omöjliga för människor (som är berättigade) att gå miste om.

## Basinkomströrelsens egen tidning
Frankrikes basinkomsttidning, L’inconditionnel, lanserades i december 2014. Det är en gratistidning som finansierats via crowdfunding. Syftet är att kunna ta ett djupare grepp om basinkomst och besläktade varianter, bland annat genom intervjuer, men också genom essäer och konst. Tidningen är tillgänglig runt om i Frankrike och Belgien samt även på ett ställe i Portugal. Den finns också online.